# Mithraeum IV d'Aquincum
Le mithraeum IV d'Aquincum se trouve sur le site de la cité antique d'Aquincum sur le territoire d'Óbuda en Hongrie,.
Faisant partie des six mithræa retrouvés du site archéologique, il porte la dédicace de Symphorus et Marcus Antonius Victorinus.

## Historique
Aquincum était un castrum du limes, un élément du système de défense des frontières de l'Empire romain. Les ruines de cette colonie romaine sont aujourd'hui visibles dans la ville de Budapest, et notamment dans le quartier d'Óbuda.
Il y avait deux amphithéâtres, l'amphithéâtre civil d'Aquincum et l'amphithéâtre militaire d'Aquincum construits au Ier siècle apr. J.-C., des thermes romains, les Thermae Maiores d'Aquincum transformés en musée des bains, des palais et des mithraea.

## Description

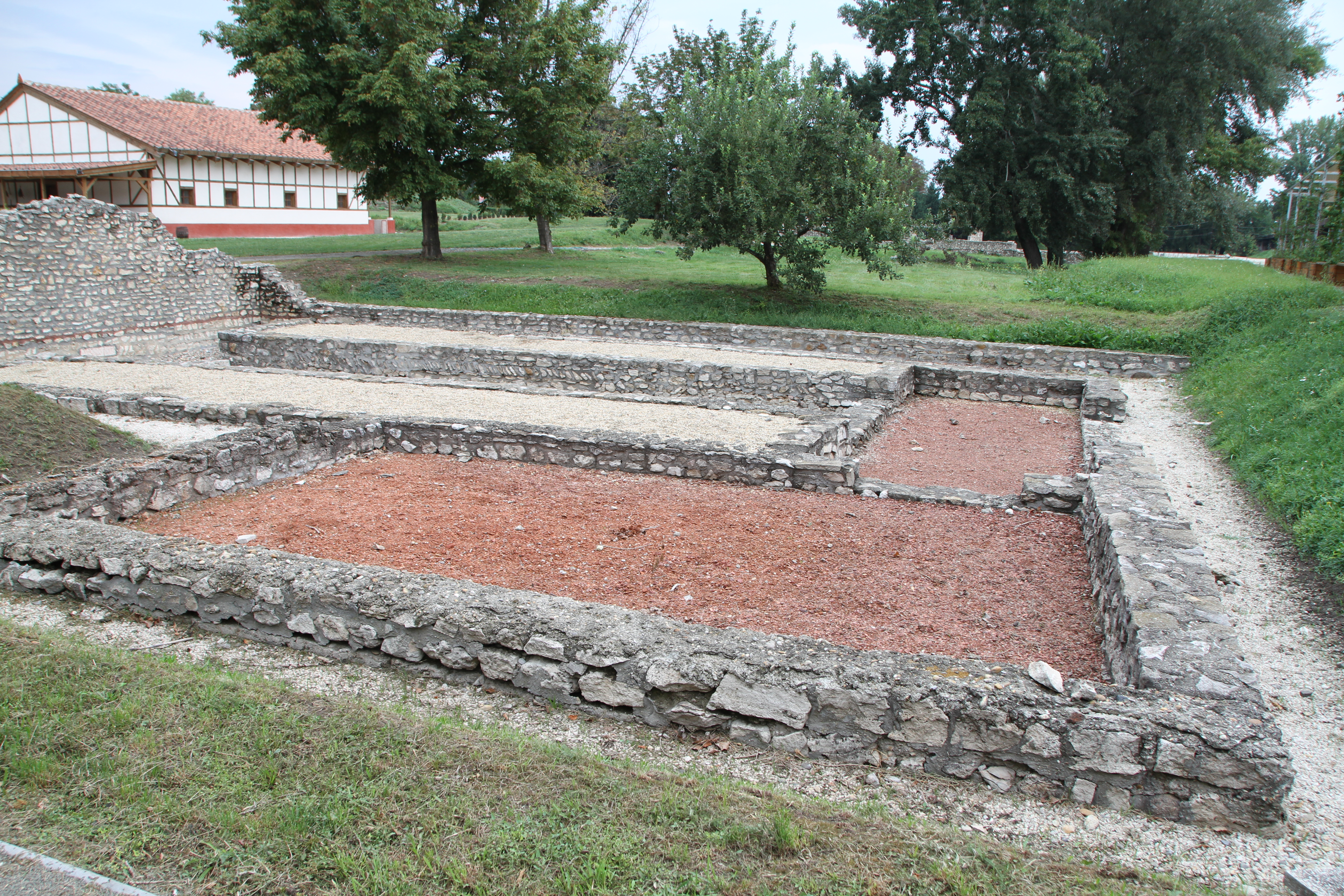
Mithraeum IV.

Le mithraeum de Symphorus et Marcus est le mithraeum IV d'Aquincum, ainsi nommé d'après l'inscription sur la base de la statue de culte (CIMRM 1768, 1769). Il se trouve directement en face du musée sur le site. Il a été découvert en 1941 à environ 150 m au sud du mithraeum Victorinus (connu aussi sous le nom de Mithraeum II. Il se trouve directement en face du musée d'Aquincum sur le site.

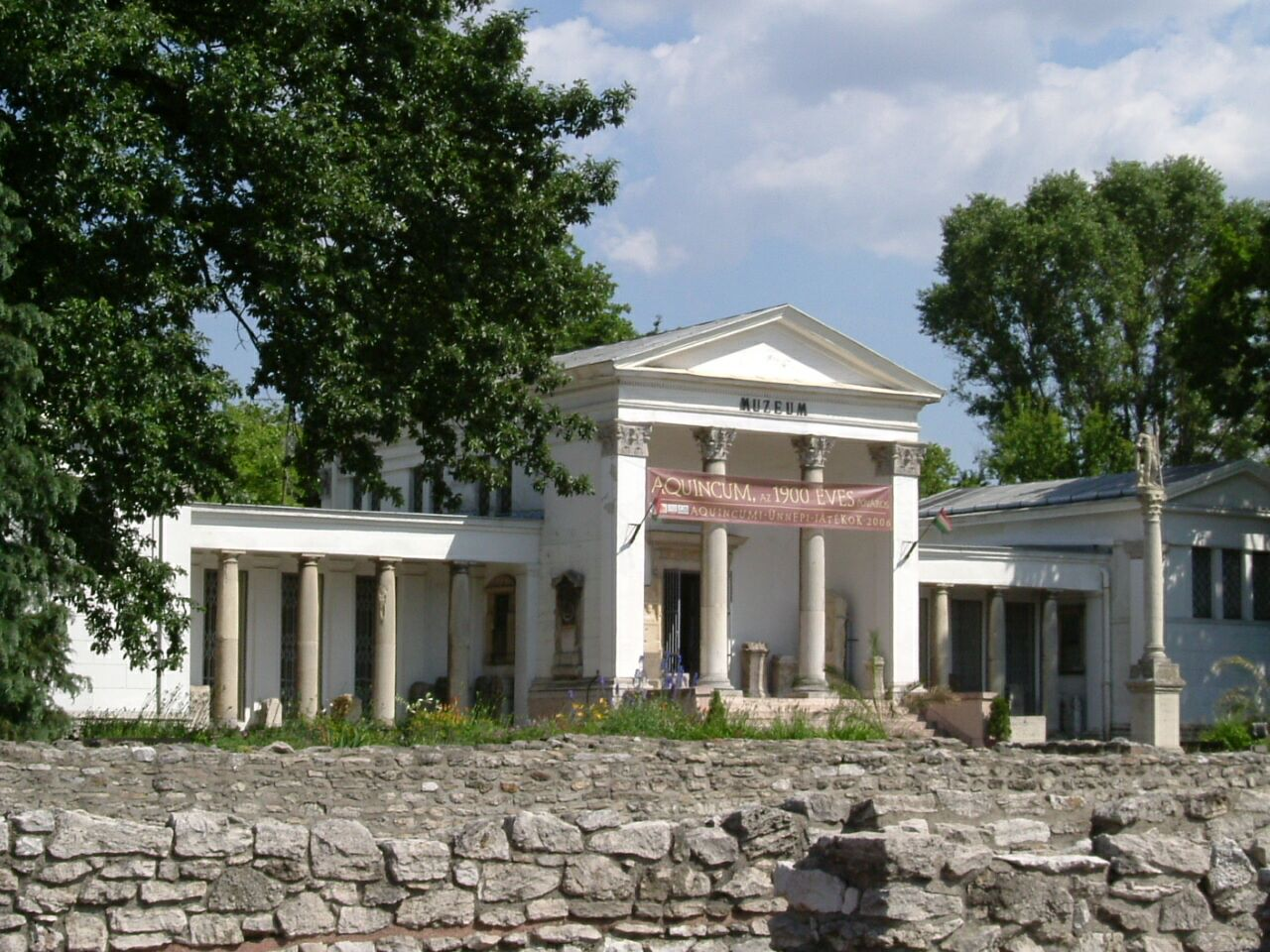
Musée d'Aquincum.

Il mesure 17 × 9 m et son entrée se trouve du côté est. Devant l'entrée proprement dite du sanctuaire au culte de Mithra se trouvent deux salles plus petites, le pronaos (le vestibule du temple) et l'apparatorium (pièce annexe). Le temple est divisé en une cella (nef centrale et deux banquettes latérales où se tenaient les adeptes), s'étendant jusqu'au mur du fond. Devant ce mur se trouve une élévation avec une niche, où devait se tenir la tauroctonie. 
Sur les fondations de ce Mithraeum de la première période, un nouveau sanctuaire légèrement modifié fut construit. Le pronaos et l'apparatorium furent réunis en une seule grande salle et la salle de culte proprement dite fut également agrandie. Les deux bancs se terminaient désormais à une distance de deux mètres du mur du fond. Les murs des bancs et du sanctuaire furent peints et une nouvelle niche de culte en stuc avec une statue de culte fut érigée.
La salle du côté sud a été rénovée. Les trouvailles se trouvent au musée national hongrois.

## Tauroctonie du mithraeum IV
Des fragments de la statue (les dimensions seraient 1,305 × 1,315 m) ont été retrouvés devant la niche et dans l'aile nord du sanctuaire. Certaines parties ont été restaurées.
Mithra tue le taureau dont la queue se termine par des épis de maïs. Le chien et le serpent tiennent leur tête près de la blessure ; le scorpion à sa place habituelle près des testicules du taureau. Sur le socle une inscription :

« [Sy]mphorus et M(arcus). »